# Коледж Ісуса (Оксфорд)
Коледж Ісуса (Jesus College, повна назва — Jesus College in the University of Oxford of Queen elizabeth's Foundation) — один з коледжів Оксфордського університету. Заснований в 1571 році королевою Єлизаветою I. Знаходиться в центрі міста.
В даний час налічує до ста членів і лекторів та понад 500 учнів (з них понад 300 на бакалавраті — 90 % британці і близько половини — жінки).
Підтримує тісні зв'язки з Уельсом.
З 1974 року дозволений прийом жінок.